# Riu Argun
|  | Aquest article tracta sobre el riu de l'Extrem Orient. Vegeu-ne altres significats a «Argun». |

L'Argun o Ergune (rus: Аргу́нь, Argun; xinès: 额尔古纳河, É'ěrgǔnà Hé; en manxú: [Ergune bira] Error: {{Transliteration}}: unrecognized transliteration standard: manxú (ajuda); mongol: Эргүнэ, Ergune; en evenki: Ергэне, [Erguene] Error: {{Transliteration}}: unrecognized transliteration standard: evenki (ajuda)) és un riu de l'Extrem Orient. Durant una considerable extensió marca la frontera entre la República Popular de la Xina i la Federació Russa.
El riu neix a la part occidental de la serralada del Gran Khingan a la Mongòlia Interior. El seu curs alt corre íntegrament per territori xinès. A la Xina, aquest tram és conegut amb el nom de Hailar (xinès: 海拉尔河, Hăilā'ěr Hé). Passa prop del llac Hulun, que normalment és endorreic però en èpoques de pluges sobreïx pel vessant nord i desguassa a l'Ergune. Prop d'allà gira en direcció nord-est i passa a delimitar la frontera entre Rússia i la Xina, acordada des de 1689 al Tractat de Nértxinsk entre l'Imperi Rus i l'emperador Kangxi. A Ust-Strelka s'uneix amb el Xilka per a formar el riu Amur.